# AMZ-cyclus
De AMZ-cyclus is een vaste procedure binnen de archeologische monumentenzorg (AMZ) in Nederland. De cyclus is verankerd in de Kwaliteitsnorm Nederlandse Archeologie als een verplicht werkproces voor archeologen. De cyclus omvat drie stadia, namelijk inventariseren/waarderen, selecteren en maatregelen nemen.
Tot de inventariserende en waarderende fase worden het bureauonderzoek (met een te specificeren verwachting), het inventariserend veldonderzoek (IVO; prospectie), het IVO-overig, het proefsleuvenonderzoek (IVO-proefsleuven), de archeologische begeleiding en de waardering gerekend. Doorgaans start de inventariserende fase met het bureauonderzoek, waarna op basis van de gespecificeerde verwachting de keuze voor een specifieke soort inventariserend en/of veldonderzoek volgt (al dan niet meerdere achter elkaar, zoals karterend booronderzoek gevolgd door proefsleuvenonderzoek). Een archeologische begeleiding mag overigens volgens de KNA slechts in uitzonderlijke gevallen plaatsvinden.
Onder selectie valt het nemen van het selectiebesluit, dat na elk stadium van de inventariserende en waarderende fase genomen dient te worden door het bevoegd gezag. Doorgaans volgt een negatief besluit wanneer er geen of onvoldoende waardevolle archeologische resten te verwachten zijn.
Naar aanleiding van een selectiebesluit kunnen de volgende maatregelen volgen:
- een volgende stap in de inventariserende en waarderende fase;
- het einde van het archeologisch onderzoek (bij een negatief selectiebesluit of een verrichte opgraving);
- het verrichten van een archeologische opgraving (al dan niet via archeologische begeleiding);
- het fysiek beschermen van de vindplaats.

Het archeologisch veldonderzoek mag momenteel alleen worden uitgevoerd door bedrijven en instellingen met een opgravingsvergunning. Ook sommige gemeenten, waaronder Amsterdam, Kampen, Zwolle, Deventer, Zutphen, Arnhem, Nijmegen, Rotterdam en Eindhoven, hebben een eigen archeologische dienst. Bureauonderzoek valt niet onder de opgravingsvergunning en wordt dus door veel meer bedrijven uitgevoerd.